# Partido de Jeva
Partido de Jeva es una pedanía de la localidad malagueña de Antequera. Este diseminado se encuentra en la zona sur de El Torcal. La ubicación les permite disfutrar de unos paisajes y unas rutas de senderismo especialmente bellas. Destaca la Romería de la Virgen de Jeva, que se celebra el 25 de diciembre, y que pone en escena una tradición ancestral donde se procesiona a la virgen y las pandas de verdiales son las protagonistas.